# 鶴田麻里子
鶴田 麻里子（つるた まりこ、1984年4月11日 - ）は、日本の管理栄養士。山形県鶴岡市出身。

## 人物
仙台白百合女子大学人間学部健康栄養学科管理栄養専攻卒業。2011年4月までは医療サービス会社「ウェルビーイング」のスタッフだった。結婚・入籍を契機に同社を退社し、同年5月より大手芸能事務所系マネージメント事務所所属のフリーとなる。管理栄養士のほか、食生活アドバイザー2級、フードスペシャリストの資格を持つ。

## 著書
- カロリー置き換えダイエット（TJ MOOK）
- 健康に美しくやせるカロリーBOOK（中経出版）
- ヤセキ-身体の内側からキレイになる!ヤセリズムダイエット（幻冬舎）
- シリコンスチーマー付き「栄養たっぷり楽チン!クッキングレシピ」（幻冬舎）

## メディア出演

### テレビ
- ワンセグランチボックス「楽ごはん」（2011年5月、NHKワンセグ2、後に教育・総合テレビでも放送）